# Grad Cartier

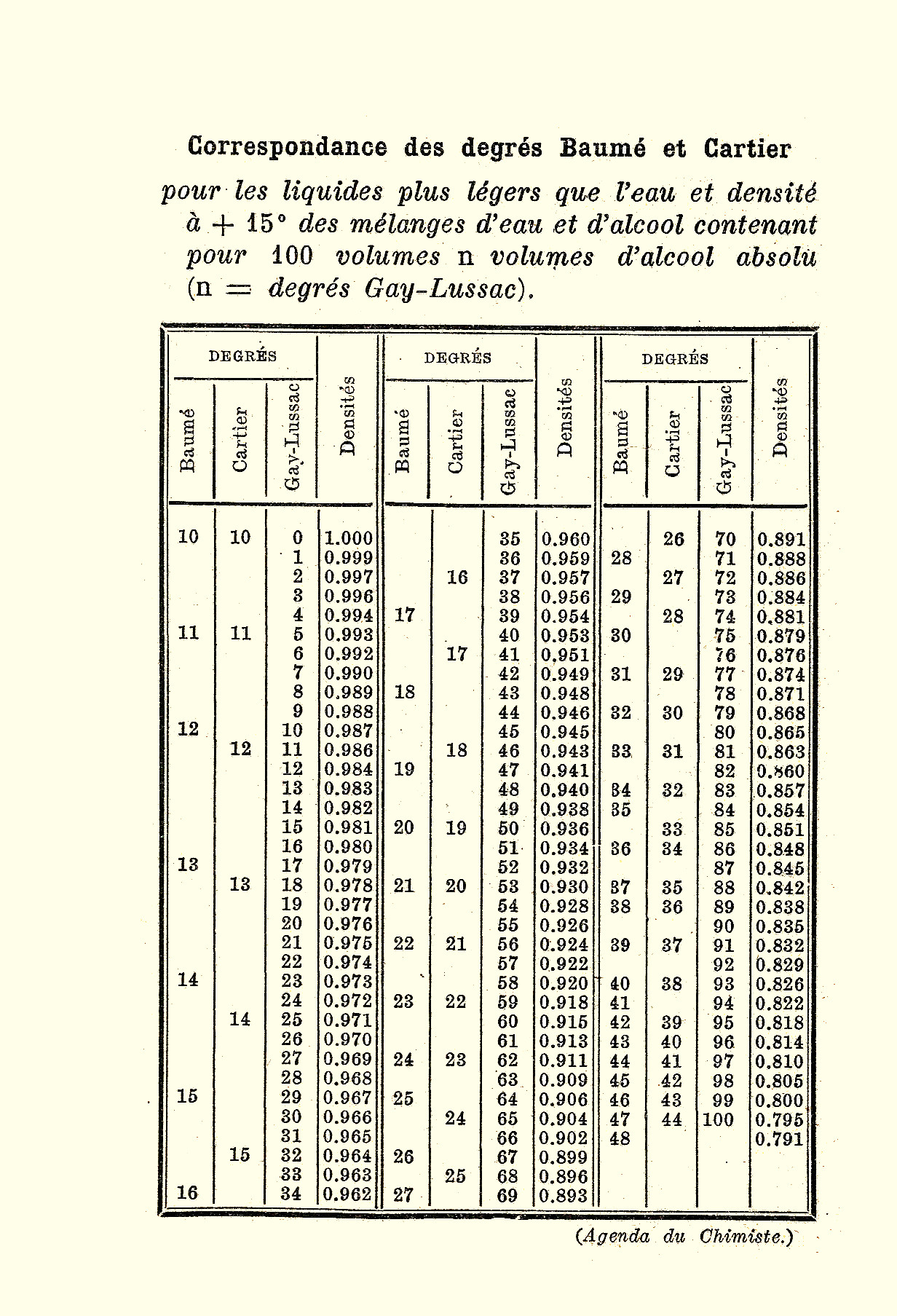
Tabelle zur Umrechnung von Grad Baumé in Grad Cartier für Flüssigkeiten leichter als Wasser

Das Grad Cartier, benannt nach dem französischen Erfinder und engen Mitarbeiter von Antoine Baumé, Jean-François Cartier war eine in Frankreich gebräuchliche Einheit der relativen Dichte von Flüssigkeiten, meist zur Bestimmung des Alkoholgehaltes genutzt. Cartier änderte um 1800 das Baumésche Aräometer dahingehend ab, dass er für leichtere Flüssigkeiten als Wasser, bei 16° Bé nur 15 Unterabteilungen definierte und er verlegte außerdem den Punkt für die Relative Dichte 1, bei 11° Cartier, das 10 °Bé entspricht. Daraus ergibt sich folgende Umrechnungen für die Relative Dichte:
Für Flüssigkeiten schwerer als Wasser (bei 12,5 °C)
{\displaystyle d={\frac {136,8}{\left({126,1}-{\text{°Cartier}}\right)}}}
Für Flüssigkeiten leichter als Wasser (bei 12,5 °C)
{\displaystyle d={\frac {136,8}{\left({126,1}+{\text{°Cartier}}\right)}}}